# Templo del Ágora administrativa
El Templo del Ágora Administrativa (antiguamente llamado Templo de Isis) es el nombre utilizado por los arqueólogos para un antiguo templo romano de la ciudad de Éfeso, en Asia Menor, en la actual Turquía. Se desconoce la deidad a la que estaba destinado. Las ruinas del templo forman parte del yacimiento arqueológico de Éfeso, declarado Patrimonio de la Humanidad por la Unesco.

## Historia
El templo se construyó a principios del Imperio romano, en torno a los años 50-25 a. C. Anteriormente se ha interpretado como un templo dedicado a Isis y Dioniso construido por Marco Antonio y Cleopatra VII, por lo que a menudo aparece como el Templo de Isis. Más tarde habría sido dedicado al emperador Augusto. Hoy en día, el templo se ha propuesto en cambio como el templo de Divus Julius, la personificación de Julio César, que fue exaltado como dios, y Dea Roma, la personificación de Roma, en el lugar llamado Peristilo rodio.

## Características
Estaba situado en el centro de la parte occidental del Ágora administrativa o Ágora Estatal. Era un templo períptero con diez columnas en los lados largos y seis en los lados cortos. Estaba construido sobre un podio de unos 28 × 15 m.
Con posterioridad, fue completamente demolido en la antigüedad  y sus piedras se utilizaron para otros edificios.